# 笑い祭
笑い祭（わらいまつり）は和歌山県日高郡日高川町にある丹生神社で毎年10月に行われる例祭である。

## 概要
神無月（10月）に行われる出雲大社での神様の会議に初めて出席することになったとき、寝過ごしてしまい塞ぎ込んだ祭神である丹生都姫命を人々が慰めたことが起源とされる。江戸時代から続くといわれる伝統的な祭りである。白粉を塗った派手な出で立ちの「笑い翁」が鈴を振りつつ「笑え、笑え」と練り歩く奇祭である。
この鈴振りだけが突出して知られているが、鈴振り以外にも「四つ太鼓」と呼ばれる和歌山県日高地方にある太鼓台の練りまわしや獅子舞、幟の差し上げなども行われている。
なお2006年1月より、正月の丹生神社初詣行事として、同様に笑い翁が登場する「初詣初笑い神事」も行なわれるようになった。
2008年1月の祭では、笑い祭保存会の依頼により和歌山工業高等専門学校ロボコン部が製作した、笑い翁を模したロボットが展示されたが、その異様さ故に観衆の間では賛否両論だったという。翌年には改良型も合わせて展示されたが、こちらは諸事情により動かされることはなかった。